# Bathophilus filifer
Bathophilus filifer és una espècie de peix de la família dels estòmids i de l'ordre dels estomiformes.

## Reproducció
És ovípar amb larves i ous planctònics.

## Hàbitat
És un peix marí i d'aigües profundes.

## Distribució geogràfica
Es troba a Nova Zelanda, el Golf de Califòrnia i Xile.